# La vie est à nous !
Pour les articles homonymes, voir La vie est à nous.
Pour plus de détails, voir Fiche technique et Distribution.
La vie est à nous ! est un film français réalisé par Gérard Krawczyk, sorti en 2005.

## Synopsis
Ce jour-là, Blanche enterre son mari, Camille, que tout le monde aimait bien dans le village de Savoie où elle tient un bistrot, "L'Étape", avec sa fille, la volubile Louise. Laquelle a fait mettre un téléphone portable dans le cercueil de son père pour que sa mère puisse... le joindre à tout moment. Parmi les habitués de "L'Étape", il y a La Puce, fils d'ivrogne et alcoolique lui-même, à qui les deux femmes reprochent de fréquenter aussi le bar concurrent de Louise Chevrier, "Le Virage", de l'autre côté de la route nationale. Habituée à recueillir des enfants brisés, Louise, qui croit au pouvoir des mots pour soigner les douleurs, a aussi un nouveau pensionnaire, Julien, réfugié dans son mutisme.

## Fiche technique
- Titre : La vie est à nous !
- Réalisation : Gérard Krawczyk
- Scénario : Gérard Krawczyk, d'après le roman L'Eau des fleurs, de Jean-Marie Gourio
- Production : Jean-François Lepetit
- Budget : 5,33 millions d'euros
- Musique : Alexandre Azaria
- Photographie : Gérard Sterin
- Montage : Nicolas Trembasiewicz
- Décors : Jean-Jacques Gernolle
- Costumes : Fabienne Josserand
- Pays d'origine :  France
- Ville : Novalaise
- Format : couleur - 1,85:1 - Dolby Digital - 35 mm
- Genre : comédie
- Durée : 100 minutes
- Date de sortie : 9 novembre 2005 (festival de Sarlat), 7 décembre 2005 (France), 14 décembre 2005 (Belgique)

## Distribution
- Sylvie Testud : Louise Delhomme
- Josiane Balasko : Blanche Delhomme
- Michel Muller : La Puce
- Éric Cantona : Pierre "L'oiseau bleu"
- Catherine Hiegel : Lucie
- Carole Weiss : Irène
- Maroussia Dubreuil : Cécile
- Celia Rosich : Marion
- Danny Martinez : Julien
- Vincent Claude : La Puce enfant
- Jil Milan : José
- Jacques Mathou : Monsieur Antoine
- Agnès Château : Madame Antoine
- Laurent Gendron : Alf
- Chantal Banlier : Marguerite
- Aline Kassabian : La boulangère
- Jean Dell : Le curé

## Autour du film
- Le réalisateur Gérard Krawczyk fait une petite apparition sous les traits d'un client du bar.